# Вашіцу
Вашіцу (яп. 和室) — японська кімната з традиційними підлогами з татамі, японською означає «кімната(и) в японському стилі», англійською мовою часто називається «кімнатою татамі». У вашіцу зазвичай є розсувні двері (фусума) між кімнатами. У них також можуть бути сьодзі, а якщо конкретна кімната призначена для прийому гостей, вона може мати токоному (нішу для декоративних предметів). Інакше у ніші може бути розміщений буцудан (будистський алтар).

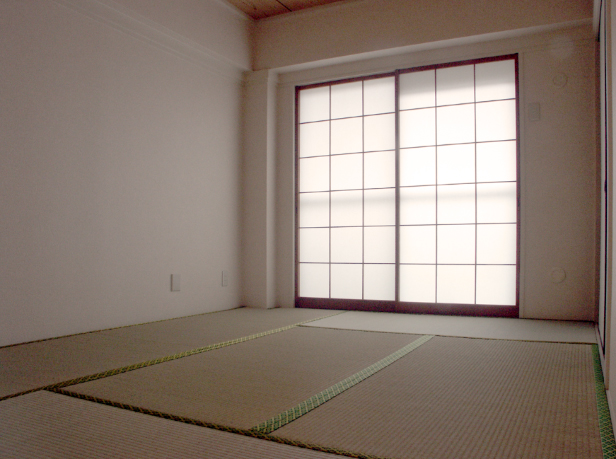
Кімната вашіцу з татамі і сьодзі (двері).

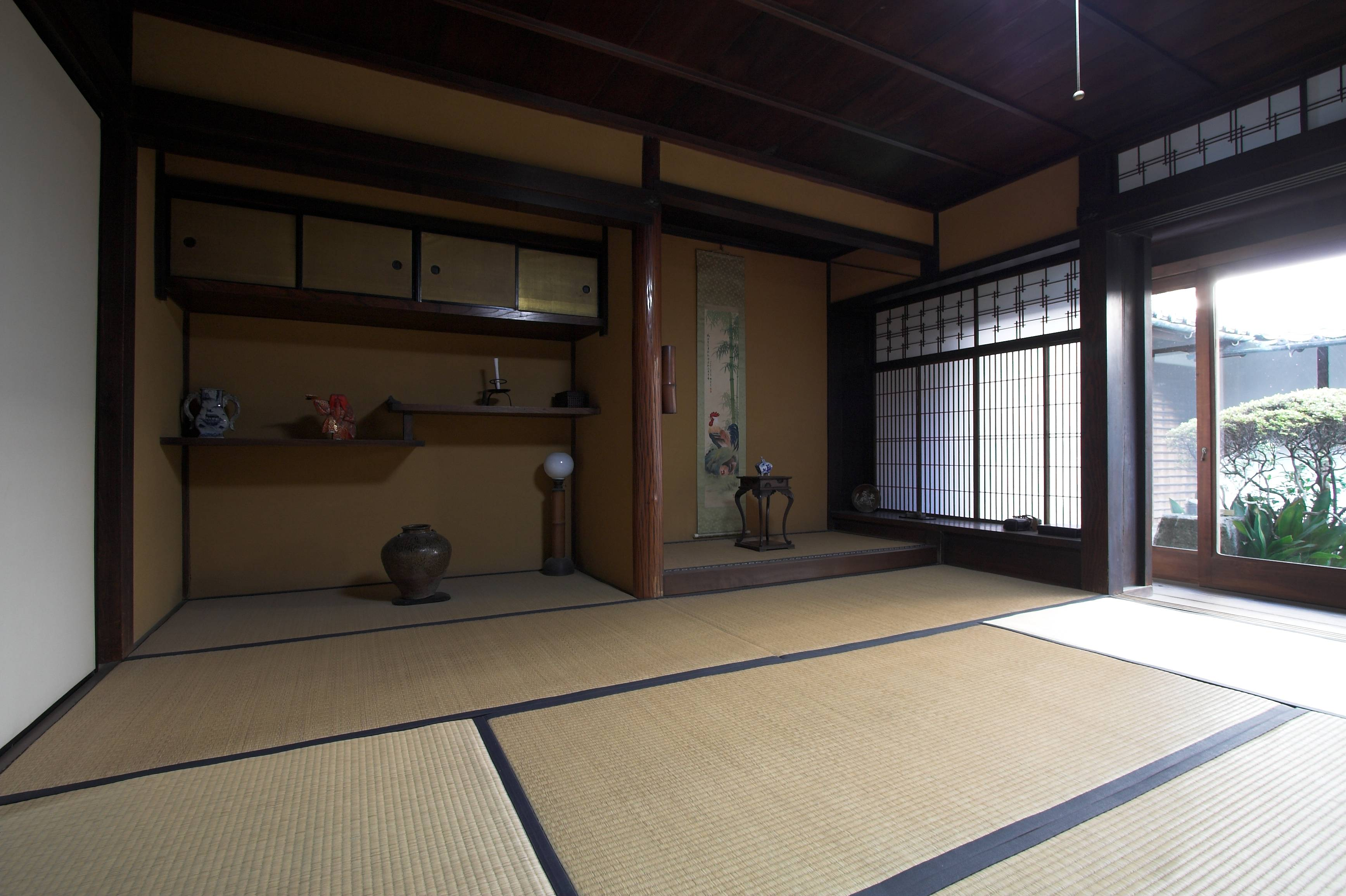
Традиційна кімната вашіцу

Раніше майже всі японські кімнати були вашіцу, японці спали на футонах, покладених на татамі, і сиділи прямо на татамі або на дзабутоні, встановленому на татамі. У наш час у багатьох японських будинках є лише одна кімната вашіцу, яку іноді використовують для прийому гостей, решта ж кімнат — у західному стилі. Багато нових будинків в Японії не мають вашіцу взагалі.
Розмір вашіцу вимірюється кількістю татамі, які зазвичай мають площу від 1,5 м2 до 1,8 м2. Типовими розмірами кімнати є шість-вісім татамі в приватному будинку. Є також мати напіврозміру.
Меблі у вашіцу можуть включати низький стіл, за яким сім'я може вечеряти або спілкуватися з гостями, сидячи на дзабутоні або низькому стільці, призначеному для використання на татамі. Також може бути передбачений котацу, який є особливим типом низького столика, що містить нагрівальний елемент для використання в зимовий час; це особливо важливо, оскільки більшість японських будинків не мають центрального опалення.
Антонім вашіцу — йошіцу (洋室), що означає «кімната (кімнати) у західному стилі». Іншим терміном для вашіцу є ніхонма (日本間), а відповідний термін для йошіцу — йома (洋間).